# Локсапин
Локсапинът (2-хлоро-11-(4-метил-1-пиперазинил)дибензо[b,f][1,4]оксазепин) е лекарство от фармакологичната група на антипсихотиците. Намира приложение при лечението на шизофрения и други психози.

## Механизъм на действие
Счита се, че локсапинът е антагонист на допаминовите  и серотониновите рецептори (по-специално 5-HT2 серотониновите рецептори). Макар точният механизъм на действие да не е ясен, при няколко животински вида е наблюдавано намаляване на възбудимостта в определени области на мозъка, което води до успокояващ ефект и потискане на агресията.
Метаболизира се главно от черния дроб.